# Amadies
Amadies, o Ammadhies, era un pueblo turcochipriota situado en la región Tylliria / Dillirga, a cuatro kilómetros al oeste de Limnitis / Yeşilırmak, al norte de la Línea Verde. 
El nombre del pueblo deriva de una palabra griega corrompida, "ammodouies", que significa "playa de arena." En 1958, los turcochipriotas adoptaron el nombre alternativo Gunebakan, que literalmente significa "cara al día"

## Conflicto Intercomunal

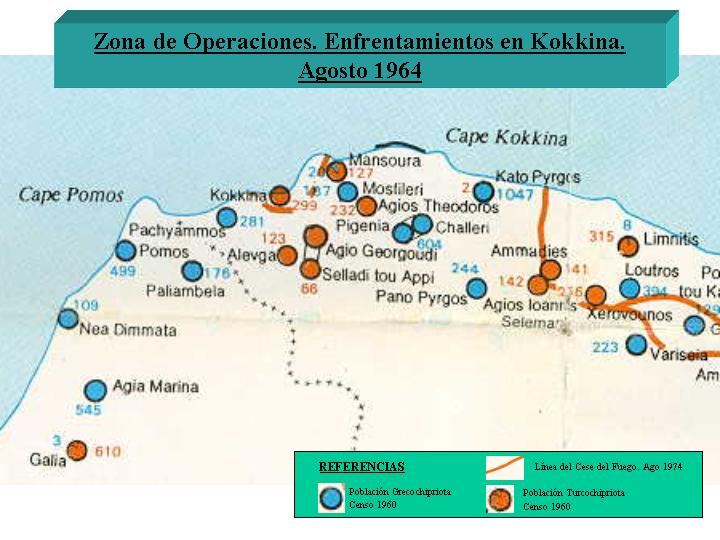
Kokkina y alrededores

En los censos disponibles desde 1891, se puede observar que fue habitado predominantemente por musulmanes (turcochipriotas), con sólo un puñado de grecochipriotas. La población de Amadies / Gunebakan aumentó constantemente pasando de 118 en 1891 a 175 en 1946, pero en 1960 se registró una caída significativa.
No hubo desplazados de este pueblo durante la lucha entre comunidades de la década de 1960. Sin embargo, durante este período, el pueblo sirvió como un centro de recepción para refugiados turcochipriotas que huían de las aldeas cercanas. En 1971, había todavía 62 turcochipriotas desplazadas que residen en el pueblo. 
Amadies / Gunebakan formaba parte del enclave Limnitis. Limnitis / Yeşilırmak, Xerovounos, Yörük Köy (un campo de refugiados creado en 1964) y Amadies / Gunebakan fueron cercados por una zona fortificada tras el alto el fuego posterior a los enfrentamiento armados de principios de 1964 y de 1968. 
Muchos desplazados turcochipriotas desde Vroisha / Yağmuralan y Agios Ioannis / Süleymaniye, así como algunas familias de otras aldeas de Tylliria, buscaron refugio en este enclave durante la década de 1960. 
Debido a la proximidad de la villa a la Línea Verde, comenzó a ser utilizada para instalaciones militares en 1964. Por esta razón, así como por su cercanía a posibles enfrentamientos, los pobladores tanto originales como las personas desplazadas de pueblos de los alrededores, comenzaron gradualmente a moverse a Limnitis / Yeşilırmak. Después de la guerra de 1974, todos los civiles restantes fueron transferidos fuera de la aldea.

## Población actual
En la actualidad, los turco-chipriotas desplazados de Amadies / Gunebakan se encuentran dispersas en el norte de la isla, mayormente en la ciudad de Morphou / Güzelyurt y en Karavostasi.
El pueblo está vacío y en ruinas.